# العلاقات النرويجية الصربية
العلاقات النرويجية الصربية هي العلاقات الثنائية التي تجمع بين النرويج وصربيا.

## مقارنة بين البلدين
هذه مقارنة عامة ومرجعية للدولتين:
| وجه المقارنة                                              | النرويج                                                   | صربيا                                                      |
| --------------------------------------------------------- | --------------------------------------------------------- | ---------------------------------------------------------- |
| المساحة (كم2)                                             | 385.21 ألف                                                | 88.36 ألف                                                  |
| عدد السكان (نسمة)                                         | 5.33 مليون                                                | 7.02 مليون                                                 |
| الكثافة السكانية (ن./كم²)                                 | 13.84                                                     | 79.45                                                      |
| العاصمة                                                   | أوسلو                                                     | بلغراد                                                     |
| اللغة الرسمية                                             | بوكمول، لغات السامي، نينوشك، اللغة النرويجية              | اللغة الصربية                                              |
| العملة                                                    | كرونة نروجية                                              | دينار صربي                                                 |
| الناتج المحلي الإجمالي (بليون دولار)                      | 398.83 مليار                                              | 41.43 مليار                                                |
| الناتج المحلي الإجمالي (تعادل القوة الشرائية) بليون دولار | 322.23 مليار                                              | 100.13 مليار                                               |
| الناتج المحلي الإجمالي الاسمي للفرد دولار أمريكي          | 74.40 ألف                                                 | 5.24 ألف                                                   |
| الناتج المحلي الإجمالي للفرد دولار أمريكي                 | 65.61 ألف                                                 | 13.59 ألف                                                  |
| مؤشر التنمية البشرية                                      | 0.944                                                     | 0.771                                                      |
| رمز المكالمات الدولي                                      | +47                                                       | +381                                                       |
| رمز الإنترنت                                              | .no                                                       | .rs، .срб ‏                                                 |
| المنطقة الزمنية                                           | ت ع م+01:00، ت ع م+02:00، توقيت وسط أوروبا، أوروبا/أوسلو ‏ | توقيت وسط أوروبا، ت ع م+01:00، ت ع م+02:00، أوروبا/بلغراد ‏ |

## مدن متوأمة
في ما يلي قائمة باتفاقيات التوأمة بين مدن نرويجية وصربية:
- ترتبط نارفيك مع Kikinda [الإنجليزية]‏ باتفاقية توأمة.
- ترتبط أوسلو مع بلغراد باتفاقية توأمة منذ 2001.
- ترتبط Rognan [الإنجليزية]‏ مع نيش باتفاقية توأمة.
- ترتبط Korgen [الإنجليزية]‏ مع Prokuplje [الإنجليزية]‏ باتفاقية توأمة.
- ترتبط Mosjøen [الإنجليزية]‏ مع غورنيي ميلانوفاتس باتفاقية توأمة.

## منظمات دولية مشتركة
يشترك البلدان في عضوية مجموعة من المنظمات الدولية، منها:
| علم المنظمة | اسم المنظمة                               | تاريخ انضمام النرويج | تاريخ انضمام صربيا |
| ----------- | ----------------------------------------- | -------------------- | ------------------ |
|             | وكالة ضمان الاستثمار متعدد الأطراف        | 9 أغسطس 1989         | 19 مارس 1993       |
|             | الأمم المتحدة                             | 27 نوفمبر 1945       | 1 نوفمبر 2000      |
|             | الفريق المعني برصد الأرض                  | ?                    | ?                  |
|             | منظمة حظر الأسلحة الكيميائية              | ?                    | ?                  |
|             | منظمة الشرطة الجنائية الدولية             | ?                    | ?                  |
|             | منظمة الأمن والتعاون في أوروبا            | 25 يونيو 1973        | 3 يونيو 2006       |
|             | مؤسسة التنمية الدولية                     | 24 سبتمبر 1960       | 25 فبراير 1993     |
|             | يونسكو                                    | 4 نوفمبر 1946        | 20 ديسمبر 2000     |
|             | مجلس أوروبا                               | 5 مايو 1949          | 3 أبريل 2003       |
|             | الاتحاد البريدي العالمي                   | ?                    | ?                  |
|             | البنك الدولي للإنشاء والتعمير             | 27 ديسمبر 1945       | 25 فبراير 1993     |
|             | المنظمة الهيدروغرافية الدولية             | ?                    | ?                  |
|             | الاتحاد الدولي للاتصالات                  | 1866                 | 1 يونيو 2001       |
|             | مؤسسة التمويل الدولية                     | 20 يوليو 1956        | 25 فبراير 1993     |
|             | المنظمة الأوروبية لسلامة الملاحة الجوية   | 1994                 | 2005               |
|             | المركز الدولي لتسوية المنازعات الاستشارية | 15 سبتمبر 1967       | 8 يونيو 2007       |
|             | مجموعة الموردين النوويين                  | ?                    | ?                  |

## وصلات خارجية
- موقع وزارة الخارجية النرويجية
- موقع وزارة الخارجية الصربية